# Gustaaf Gabriël
Gustaaf Alexander Gabriël (Gent, 2 september 1876 - Gent, 25 december 1962) was een Belgisch katholiek senator en hoofdredacteur van dagblad Het Volk.

## Organisator
Gabriël groeide op in Asper, vanwaar hij op twaalfjarige leeftijd terugkeerde naar Gent. Hij werkte een tijdje als boodschapper bij een koffiebranderij. 
Daarna doorliep hij bij Het Volk verschillende geledingen (verkoper, propagandist, redacteur en lid van het redactiecomité) om in 1925 hoofdredacteur te worden in opvolging van de overleden Filiep De Munnynck. Laatstgenoemde was in 1921 schepen geworden van de stad Gent en sindsdien had Gabriël reeds de redactieleiding grotendeels op zich genomen.
Daarnaast had hij verschillende bestuursfuncties binnen het christelijke ziekenfonds Volksliefde in Gent en in Aalst:
- voorzitter van de ziekenkas De Broederliefde, Gent, in opvolging van Alfons Martens (1907);
- ondervoorzitter van De Volksliefde, Gent;
- medestichter van het Weduwen- en Wezenfonds (1919);
- medestichter van het Katholiek Wezenfonds provincie Oost-Vlaanderen (1920);
- voorzitter van de mutualiteit De Volksliefde in Aalst (1921);
- stichter van de samenwerkende maatschappij De Volkshaard (1928);
- voorzitter van De Volksliefde, Gent (1940-1955).

Het was mede door Gabriël dat een aantal kleine en verspreide mutualiteiten werden ondergebracht in één orgaan, De Volksliefde.
Gabriël werd verkozen tot lid van de Gentse gemeenteraad in 1921 en bleef zetelen tot in 1940. 
In 1932 werd hij als hoofdredacteur opgevolgd door Juul Verstraelen. Van 1932 tot 1954 was hij katholiek provinciaal senator voor Oost-Vlaanderen. 
Gabriël spande zich aanzienlijk in voor de verbetering van het lot van doofstommen. In de verenigingen van deze gehandicapten werd hij de senator van de doven genoemd.

## Publicaties
- De maatschappelijke verzekeringen. Geen verplichtende ziekte- en invaliditeitsverzekeringen, Gent, 1913.
- Baron Arthur Verhaegen, Gent, 1931.
- Onze roemrijke dooden, Gent, 1935.
- Weduwensteun en weezenzorg in ons land, Antwerpen, 1938.
- Maatschappelijke bezorgdheid ten bate van de blinden en de doofstommen, in: De Gids op maatschappelijk Gebied, IX.1938, 816-822; X.1938, 939-948; XI.1938, 1069-1075.